# Historia del Club Deportivo Toluca
Fundado el 12 de febrero de 1917, el Deportivo Toluca ha logrado mantenerse en primera división desde su ascenso el 18 de enero de 1953. Desde entonces, el equipo no ha descendido a pesar de haber tenido campañas malas pero en el transcurso de estos años ha obtenido 10 títulos de liga que le han dado a la institución un enorme prestigio a nivel nacional.

## 1916-1917: Antecedentes
El fútbol en Toluca llegó con la idea de los hermanos alemanes Manuel y Francisco Henkel, propietarios de la hacienda "La Huerta" ubicada en Zinacantepec cerca de la Ciudad de Toluca. Los Henkel implementaron el fútbol en la hacienda, con el afán de entretener a sus peones durante sus horas libres; tiempo más tarde, se lanzaron a la creación oficial del equipo «La Huerta», integrado por la peonada de la hacienda.
Otro de los principales promotores del fútbol en la Ciudad de Toluca fue Román Ferrat Alday, quien se reunía cada domingo con un grupo de amigos para practicar fútbol en unos terrenos cercanos a la Alameda Central. Por su parte la familia Henkel, se hizo de los servicios del destacado preparador físico Filiberto Navas Valdés, quien se distinguía por su trayectoria en el atletismo, el basquetbol, la lucha grecorromana y el box.
La idea de los Henkel de promover el fútbol en Toluca se llevó a cabo con la creación de un segundo equipo, llamado Xinantecatl en honor al Nevado de Toluca e integrado por trabajadores del Ferrocarril Toluca-Tenango y de la Compañía de Luz, dirigida por Eduardo Henkel, padre de Manuel y Francisco.
Con el paso del tiempo la inquietud por el fútbol en Toluca comenzó a crecer y comenzaron a organizarse reuniones en la casa de la familia Ferrat y en la Tienda "La Valenciana", en torno a la creación de un equipo que representara a la ciudad en las ligas estatales y nacionales. Fueron muchas las reuniones en las que participaron Román Ferrat Alday, Fernando y Armando Mañón, Alfonso Faure, José Estrada Madrid, Raymundo Pichardo, Joaquín Lajous, Arnulfo García Daniel Valero, Manuel Henkel, Flavio Martínez, Filiberto Navas y José Placencia.
Finalmente el 12 de febrero de 1917 en la casa de la familia Ferrat-Solá, ubicada en el número #37 de la Avenida Juárez se levantó el acta constitutiva del Club Deportivo Toluca; conformándose una directiva a la que se sumaron personalidades como Leonardo y Joaquín Sánchez, Abel Moreno y Manuel Lara. Sin embargo el acta de fundación del Club Deportivo Toluca se perdió con los inicios de la Revolución que azotaron a México en aquel entonces y nunca se recuperó.

## 1917-1930: Los inicios
El objetivo de convertir al equipo en un protagonista del fútbol nacional, dio inicio con la contratación de Moisés Plata quien se había iniciado en el Xinantecatl. La directiva del Club Deportivo Toluca adquirió los terrenos de la llamada "Presa de Gachupines" ubicados en lo que ahora es la calle de Vasco de Quiroga, entre Hidalgo Poniente, Aurelio J. Venegas y Buenaventura Merlín, propiedad de Francisco Negrete.
La familia Ferrat fue la encargada de solventar económicamente al recién formado equipo, adquiriendo unos terrenos ubicados en la avenida Colón (hoy Paseo Colón) en el que se estableció la primera sede oficial del Deportivo Toluca la cual consistía en una pequeña cancha de fútbol y unas gradas de madera con un tramo techado para proteger a la damas que asistían al juego. En 1919 se adquirieron los terrenos de la llamada "Presa de Gachupines" ubicada en las calles de Vasco de Quiroga, Hidalgo poniente, Aurelio Venegas y Buenaventura Merlín que eran propiedad de Francisco Negrete.
Entre 1918 y 1919 surgieron nuevos equipos como; el “Azteca” el “Unión” y el “Águila”, este último auspiciado por Fernando Barreto quien más tarde quedaría ligado al Deportivo Toluca; Fernando Barreto incursionó en el fútbol con la creación de varios equipos, con quienes buscó conquistar el Campeonato Estatal Mexiquense. Su primer equipo fue el "Águila", sin embargo no logró más que un subcampeonato en 1919 y el equipo fue reemplazado por el "Cuauhtémoc" y este a su vez por el "Reforma".
En 1921 el gobernador del Estado de México Manuel Campos Mena, organizó una serie de festejos en los que participó el Club Deportivo Toluca, teniendo como sede la cancha del Tívoli que actualmente es una zona habitacional que conserva en nombre. De acuerdo a un diario de aquella época, en Toluca aparecieron jugadores del equipo de Barreto como Reynaldo Torres, Francisco Silva y Juan Albarrán, más conocido como el diablo (más tarde inspiración del Club Deportivo Toluca para su mote de los "diablos rojos"); sin embargo no se especificó si los jugadores habían sido cedidos a préstamo o se habían adquirido como refuerzos del club.
Con el término de la Revolución, el país entró en crisis y muchos accionistas del Club Deportivo Toluca se vieron forzados a emigrar de la capital mexiquense. Con esto, el Club Deportivo Toluca entró en crisis y se vio forzado a invitar a nuevos inversionistas, entre los que estuvo Fernando Barreto. A mediados de 1926, Barreto recibió la invitación del Atlético León para disputar una serie de tres partidos en la Ciudad de León, de los cuales el Deportivo Toluca logró dos inesperadas victorias.
Para 1930 los dos campeonatos más importantes de la Ciudad de México, eran el de la Federación de Fútbol y el de la Federación Central. Ese mismo año el Deportivo Toluca fue invitado a participar en uno de los dos campeonatos más importantes del Distrito Federal, organizado por la Federación Central junto con equipos tradicionales como el España, el Necaxa y el América que se habían separado de la Federación Mexicana de Fútbol ese mismo año.

## 1930-1940: Duelos internacionales
Desde 1930 el Club Deportivo Toluca llevó a cabo una reestructuración por medio de la cual, el Deportivo se convirtió en una Sociedad Anónima con las aportaciones prolongadas de Moisés Plata. Con esta reestructuración el Club buscaba darle más beneficios a sus socios no solo en el área del fútbol, sino también en el basquetbol, el tenis, el frontennis y el casino de juegos. Sin embargo, con la incursión en los nuevos deportes, la mayor parte de los socios descuidó el fútbol que quedó solventado únicamente por Jesús Piña y Fernando Barreto.
Para 1931 y tras haber logrado un merecido tercer lugar en el campeonato de la Federación Central; el Deportivo Toluca regresó a los campeonatos estatales; llegando con la aureola de haber disputado un torneo con los tres equipos más destacados del Distrito Federal. El prestigio que venía gozando el equipo, se acrecentó más con los partidos que el Deportivo disputó frente al Club España, el Atlas de Guadalajara y el Club América, a quien derrotó 3 por 2 el 21 de diciembre de 1930.
Otro de los sucesos más relevantes en esta época, fue el enfrentamiento del Club Deportivo Toluca contra el Libertad de Costa Rica ya que representó el primer duelo internacional en la historia de los diablos. En el partido destacan jugadores como Rodolfo Muñoz, Goldoni y Hutt.
En 1935 aparecieron jugadores como David Albiter, Carlos Ballesteros, Alberto Mendoza y Samuel Martínez García quien sería clave fundamental para el ascenso del equipo a la Primera División. En 1936 llegó a la presidencia Fernando Torres y el equipo retuvo el título de Campeón Nacional Amateur con jugadores como Horacio Garduño, Manuel Esquivel, Eustolio Enríquez, Carlos Chatelain, Aníbal Espinoza, Alfonso García, Manuel Estana, Guillermo Estrada, Ricardo Barraza, Héctor Barraza, Pascual Valdés, Rodolfo Guadarrama, Vicente Quintana y Aurelio Moreno.
Uno de los grandes jugadores surgidos en el Deportivo durante esta época, fue Alberto Mendoza, más conocido como el "Caballo". Alberto se inició en el Deportivo como reservista y poco a poco fue ganándose un lugar como titular en el equipo; sin embargo, la popularidad del "Caballo" llegó a la cima cuando el Deportivo Toluca a un club español llamado Euskadi con cuatro goles de Mendoza el 16 de junio de 1939.
El triunfo del Club Deportivo Toluca frente a los españoles, sorprendió a propios y extraños y enalteció el orgullo del Deportivo; esto se debió principalmente, a que el Deportivo Toluca no participaba en ninguna torneo de renombre y era un equipo meramente amateur. La escuadra que presentó el Deportivo Toluca en aquella victoria se integró por Almaquio Castañeda, Martí Ventolrà, José Gómez, Ricardo Barraza, Jorge Quesada, Adolfo Tellez, José Quesada y Amado López, Oscar Hernández, entre otros.

## 1940-1950: Fin de la época amateur
Entre 1944 y 1945 el Club Deportivo Toluca enfrentó una crisis económica debido a que las cuotas pagadas por sus accionistas, no eran suficientes para mantener las necesidades del Club. Ante esta situación, el entonces presidente del Club Deportivo Toluca, Ignacio Longares decidió incrementar las cuotas de sus accionistas, provocando un desaliento en muchos de ellos, que optaron por vender sus acciones al mismo Longares.
En 1943 dio inicio la época profesional de la Primera División Mexicana, integrada por 5 equipos del Distrito Federal (América, Marte, España, Atlante y Asturias), 3 de Veracruz (Veracruz, Orizaba y Moctezuma) y 2 de Guadalajara (Atlas y Guadalajara). Durante los siguientes dos años, la Federación comenzó a recibir nuevas solicitudes de ingreso a la liga, por lo que se incorporaron equipos como León, Oro de Jalisco, Puebla, Monterrey, San Sebastián y Tampico.
En 1945 llegó a la presidencia el señor Samuel Martínez García, quien pronto se identificó con el Deportivo, con quien ganó el Campeonato Estatal Mexiquense ese mismo año. Tras la obtención del campeonato, el Deportivo Toluca fue invitado a disputar la Liga de Reservas del Distrito Federal, perdiendo su partido inaugural, por un marcador estruendoso de 10 por 0 ante la Estrella Roja; sin embargo el Deportivo Toluca supo remontar su inicio tambaleante y culminó el torneo en tercer lugar, solo por debajo del Real España y el Club América.
Durante esta etapa, el Club Deportivo Toluca obtuvo su último título en el Campeonato Estatal Mexiquense, teniendo como sede las instalaciones del «Tívoli» el campo llamado «Patria» ubicado entre las calles Aurelio J. Venegas, Morelos Poniente, Felipe Villanueva y Constituyentes, exactamente donde hoy se ubica el Estadio Nemesio Díez, más conocido como «La Bombonera» de Toluca por su similitud a una «caja de bombones».
La popularidad y el deseo de muchos equipos por ingresar a la Primera División, motivo a la Liga Mayor de Fútbol a comenzar los preparativos, para la creación de la Segunda División Mexicana implementando el descenso obligatorio del equipo que culminara en último lugar de la Primera División y paralelamente, el ascenso del equipo campeón en la Segunda División.
La Liga Mayor publicó una convocatoria, con una serie de requisitos para los equipos interesados en ingresar a la Segunda División. La directiva del Club Deportivo Toluca comenzó a llenar los requisitos impuestos por la Liga Mayor, sin embargo la consolidación de la Segunda División Mexicana, demoraría tres años más a causa de la fusión de la Liga Mayor y la Federación Mexicana de Fútbol, que tuvo lugar entre 1948 y 1950. El último cuadro del Club Deportivo Toluca en el Torneo de Reservas celebrado en el Estadio de la Ciudad de los Deportes, estuvo integrado por Porfirio Peña, Edid Isaac, Ricardo Barreto, Santiago Ramírez, Juan Moya, Miguel Vélez, José Luis Zavalla, Alfredo Becerril, Francisco García, Álvaro Pineda y Felipe Galindo.

## 1950-1953: La Segunda División
Con la unificación del fútbol mexicano, se aceleró la creación de la Segunda División Mexicana, fundada por el Club Deportivo Toluca, el Club Deportivo Zamora, el Pachuca, el Morelia, el Irapuato, el Querétaro y el Zapatepec; siendo los equipos fundadores de la nueva división.
Los diablos rojos de Toluca debutaron oficialmente el 18 de febrero de 1951 en la recién formada Segunda División; teniendo como sede oficial la cancha del «Tívoli» y como director técnico a Rodolfo «Bush» Muñoz y David Albiter como su asistente. El torneo concluyó el 27 de mayo y los campeones resultaron ser los del Club Zacatepec quienes ascendieron a la Primera División para tomar el lugar del Club San Sebastián; por su parte el Deportivo Toluca no tuvo éxito en la temporada y culminó en penúltimo lugar de la tabla general.
Para la siguiente temporada se integran dos equipos más a la Segunda División mientras que, el Club Deportivo Toluca lleva a cabo una restructuración en su directiva, resultando presidente el Ingeniero José Martínez Ruíz. Otras de las personalidades que integraron la nueva directiva del deportivo fueron, Manuel Zárate como tesorero (más tarde reemplazado por Artero González), y Fernando Barreto, Samuel Martínez y Jesús Piña como vocales del equipo.
El equipo comienza a utilizar los terrenos del "Campo Patría" para la celebración de sus juegos, gracias al ofrecimiento del señor Aníbal Espinoza. Durante la segunda ronda del torneo, comienza la readaptación de las tribunas, así como la colocación del alambrado, siendo este último uno de los principales requisitos de la Federación de Fútbol. David Albiter se queda a cargo de la dirección técnica del equipo y sin auxiliares logra un sorpresivo tercer lugar.
En la tercera y última campaña del Deportivo Toluca en la Segunda División; el señor David Albiter presenta su renuncia ante la directiva y es sustituido por Tomás Fábregas. El equipo se reforzó con las llegadas de Ovidio Arnauda, Chacón Rábago, Rubén Pichardo y Trino. La patada inicial del campeonato estuvo a cargo de la señorita Elsa Maawad ante un lleno impresionante; la afición comenzó a ser cada vez más notoria, siguiendo al equipo incluso en sus juegos de visitante.
El campeonato estuvo integrado por doce equipos; el Deportivo Toluca, San Sebastián de León, Moctezuma de Orizaba, Atlético de Veracruz, Deportivo Zamora, La Concepción de la Ciudad de Puebla, Veracruz, Irapuato, Morelia, Querétaro, Estrella Roja y Monterrey. El equipo disputó 22 partidos de los cuales ganó 14, empató 7 y solo sufrió una derrota a manos del Club de Fútbol Monterrey, quien curiosamente culminó la temporada como último general.
El tan esperado ascenso finalmente se concretó el 18 de enero de 1953 con el empate a tres goles ante el Irapuato con doble anotación de Rubén Pichardo y uno del goleador del torneo Mateo de la Tijera; consagrándose finalmente como campeones a una fecha de finalizar el torneo. El título del obtenido por el Club Deportivo Toluca, cobró importancia al dejar en segundo lugar a los Tiburones Rojos de Veracruz, quienes fueron amplios favoritos para llevarse el título e impusieron una serie de récords que aún se recuerdan.

## 1953-1960: Los Diablos Rojos
El Club Deportivo Toluca obtuvo finalmente su ascenso luego de 36 años de su fundación, sin embargo el haber logrado el ascenso traía como consecuencia el incremento de gastos para la directiva debido a que las exigencias de la Federación Mexicana aumentaban y también las cuestiones deportivas que exigía reforzar al equipo para poder lograr una digna campaña en la primera nacional. El gasto total estaba fuera del alcance de la directiva roja y para poder mantener al equipo, José Ramírez Ruiz decidió formar un patronato integrado por los principales empresarios de la ciudad, entre los que destacaban; Juan Salgado, Pedro López, Manuel Villaverde, Jaime García, Francisco Negrete, Mario Mena Palacios, y Luis Gutiérrez Dosal, quienes mantuvieron al equipo vivo siendo dueños por menos de un mes, tiempo en el que Don Nemesio Díez llegaría al toluca para quedarse como dueño definitivo.
El 8 de agosto de 1954 el Campo Patria fue inaugurado formalmente como el Estadio del Club Deportivo Toluca que más tarde pasó a llamarse: «Héctor Barraza», «Luis Gutiérrez Dosal», «Toluca 70», «Toluca 70-86», «La Bombonera» (nombre que hasta la fecha identifica al estadio) y finalmente «Nemesio Díez». Todo esto surgió sobre la ubicación del Campo Patria.
El primer encuentro oficial del Deportivo Toluca en la Primera División Nacional fue ante los potros del Atlante en el cual el Toluca se llevaría la victoria por un marcador final de dos por uno. En dicho partido la afición del equipo se hizo presente y fue entonces cuando apareció como mascota un personaje vestido de diablo en la Ciudad de los Deportes que; de inmediato fue adoptado por la afición como la mascota oficial del club, misma que hasta la fecha prevalece y le otorgó al conjunto mexiquense su sobrenombre característico de «los diablos rojos».
Al concluir la temporada del 53-54 de la Primera División el Deportivo Toluca logró el título de goleo individual a manos del veracruzano el popular Monito Carlos Carús y un merecido tercer lugar empatando con Tampico y a solo tres puntos del campeón que resultó ser el Club Marte, con sede en Cuernavaca, Morelos.
Para la temporada 1954-55, el Deportivo Toluca culminó como sexto lugar en la Tabla General y como consecuencia se decidió contratar a Fernando Marcos González en la dirección técnica y a Gonzalo Iturbe, Gabriel Uñate, Jesús Segovia y el portero Manuel Camacho como refuerzos para la campaña en la cual el cuadro rojo finalizó como cuarto lugar general.
El primer título para la institución sería una Copa México que llegaría en el año de 1956, cuando el Club Deportivo Toluca derrota al Club Irapuato el 27 de mayo de 1956 con marcador final de dos goles por uno con jugadores como Manuel Camacho, Jesús Segovia, Jorge Romo, Guillermo Hernández, Máximo Vázquez, Wedell Jiménez, Enrique Sesma, Carlos Blanco, Gabriel Uñate, Carlos Láscarez y Carlos Barraza.
En las temporadas de 1956-57 y 1957-58 el Deportivo Toluca reafirmó su buena racha logrando dos Subcampeonatos por debajo del Guadalajara y el Zacatepec respectivamente.
Sin embargo una página negra se presenta en la historia del club con la muerte de Don Luis Gutiérrez Dosal, el 24 de junio de 1959, quedando como presidente provisional Enrique Enríquez un colaborador cercano de Gutiérrez Dosal. En ese mismo año por sugerencia del entonces presidente de México el Licenciado Adolfo López Mateos, llega a la institución un hombre que es recordado como el gran "mecenas" del equipo Nemesio Díez Riega, quien adquiere al Deportivo Toluca así como al estadio (dos veces mundialista) el cual varios años después llevaría su nombre.

## 1960-1970: Los primeros títulos
El segundo título para la institución y primero en la liga, llegaría en la Temporada 1966-1967. El torneo fue muy reñido y cobró importancia cuando la disputa por el título quedó entre el Club América y el Deportivo Toluca; ambos equipos se enfrentaron en la jornada 27, prevaleciendo un empate a 0 que no permitió definir el título; sin embargo, estando en la última jornada del torneo, el Club América empató su partido ante los Jabatos del Nuevo León, mientras que el Club Deportivo Toluca se impuso al Club Oro 1 gol por 0, conquistando así su primer campeonato de título, bajo la dirección de Ignacio Trelles.
Al culminar la Temporada 1966-1967 el Club Deportivo Toluca disputó el título de Campeón de Campeones ante el Club León; uno de los equipos más ganadores de la época, con 4 títulos, 2 copas y 2 Campeón de Campeones. El partido se celebró el 26 de febrero de 1967 y el Club Deportivo Toluca logró imponerse al cuadro leonés, con un solitario gol de Manuel Cerda Canela. El Club Deportivo Toluca logró su primer título de Campeón de Campeones, respondiendo con creces, a la confianza que en el grupo, habían depositado hombres como Albino Morales, Eduardo Monroy, Alfonso Faure, Germán Sánchez y Carlos Zarza, el peruano Claudio Lostaunau, entre otros.
Para la Temporada de 67-68 el Deportivo Toluca mantuvo su mismo nivel y básicamente su mismo plantel, salvo por las incorporaciones de Tomás Reynoso y Felipe Ruvalcaba así como por las bajas de Carlos Lara y Claudio Lostanau. El partido clave del torneo se dio el 7 de enero de 1968 cuando el Deportivo Toluca recibió la visita del Club Universidad Nacional a tres fechas de finalizar el torneo. El partido fue dominado por la universidad; sin embargo en el minuto 22, Vicente Pereda anotó el primer gol para el cuadro rojo en una jugada de "palomita" a pase de Ruvalcaba, la victoria para Toluca quedó asegurada por Juan Dosal quien puso el 2-0 definitivo que le daría el bicampeonato al equipo.
Toluca ganó su segundo título de Campeón de Campeones, enfrentándose al Atlas en una serie de dos encuentros en los que contarían los puntos y no los goles. El primer partido lo ganó el Deportivo Toluca 3 a 1, y el segundo se lo llevó el Atlas 1 a 0; tras finalizar el tiempo regular, ambos equipos se enfrentaron en una serie de penales que ganó el Deportivo Toluca con 3 anotaciones de Albino Morales.
El 3 de abril de 1968 dio inicio la cuarta edición de la Copa de Campeones de la CONCACAF, teniendo como participantes al Club Deportivo Toluca (Campeón de México), el New York Greek-American (Campeón de Estados Unidos), el Somerset CC (Campeón de las Bermudas), el Scherpenheuvel (Campeón de las Antillas Neerlandesas), SV Transvaal (Campeón de Surinam), Aurora FC (Campeón de Guatemala), la Liga Deportiva Alajuelense (Campeón de Costa Rica), el Club Deportivo Olimpia (Campeón de Honduras) y el Club Alianza (Campeón de El Salvador). El Club Deportivo Toluca debutó el 29 de septiembre de 1968 derrotando al New York Greek-American 4 a 1 y 3 a 2 en el partido de vuelta celebrado el 6 de octubre, sin embargo, el torneo no culminó exitosamente tras las descalificaciones del Aurora FC y el SV Transvaal por lo que el Club Deportivo Toluca fue declarado campeón.

## 1970-1980: El tercer campeonato
En 1970, después de la copa del mundo, la Federación Mexicana cambió la forma de disputar los torneos; los 18 equipos se repartieron en 2 grupos y al finalizar se jugó una liguilla para determinar al campeón. La liguilla consistía en que el líder de cada grupo debería enfrentarse en una final de manera recíproca. El grupo A estuvo integrado por Atlante, América, Guadalajara, León, Monterrey, Pachuca, Puebla, Torreón y Veracruz, y el Grupo B lo estuvo por Atlas, Cruz Azul, Jalisco, Laguna, Irapuato, Necaxa, Toluca, Pumas y Zacatepec.
Lo destacable de este torneo fue que el Guadalajara, estuvo a un punto de entrar a los juegos por el no descenso por un solo punto de diferencia con Pachuca. El Deportivo Toluca culminó como líder del Grupo B y disputó la final frente a un potente América líder del Grupo A. El primer encuentro se realizó en la Bombonera el 25 de junio de 1971 con un cardiaco empate a 0; el segundo encuentro se disputó el primero de agosto, culminando con un marcador de 2 por 0 favor de América.
En la temporada de 1974-1975 el Deportivo Toluca quedó dirigido por José Ricardo de León quien venía precedido de una gran fama tras haber logrado el subtítulo con el Atlético Español; junto con Ricardo, se dieron las llegadas de Walter Gassire Osorio, Roberto Matosas, Arturo López y el delantero ecuatoriano Italo Estupiñán, conocido como El Gato Salvaje cuyo precio causó expectación. Esa misma temporada llegaría a la presidencia del equipo el señor Fernando Corona Álvarez (quien tiempo más tarde dejaría el puesto para retomarlo años más tarde ganando el noveno campeonato de Toluca en el Apertura 2008) que en conjunto con la dirección técnica comenzó a trabajar con las fuerzas básicas de donde surgieron jugadores como Eleuterio López y Ángel Ramos.
Toluca logró una temporada regular gracias al sistema implementado por Ricardo de León que logró posicionar al Deportivo Toluca en primer lugar al finalizar la primera ronda del campeonato con 26 puntos totales y 2 de diferencia sobre el Club León quien era su más cercano competidor.
La temporada regular culminó el 8 de junio de 1975 y los equipos clasificados al cuadrangular final fueron Toluca y el Cruz Azul como integrantes del grupo de los nones y respectivamente el Unión de Curtidores y Club León por parte de los pares; de acuerdo a los establecido por la Federación Mexicana; los dos primeros lugares de cada grupo debían enfrentarse, resultando campeón el equipo que más puntos obtuviera.
En sus cinco primeros partidos el Toluca logró tres victorias y dos derrotas y se posicionó como favorito al título; sin embargo fue hasta el jueves 26 de junio de 1975 que se consagraría formalmente como campeón del torneo al vencer 1-0 al Club León con la anotación de Italo Estupiñán al minuto 51 acumulando un total de ocho puntos en el cuadrangular.
En julio de 1977 el Club Deportivo Toluca festejó su 60 aniversario con la publicación del libro "Historia del Club Deportivo Toluca" de Juan Manuel Cid. El 60 aniversario del Deportivo representó también, la salida de Fernando Corona Álvarez como presidente del equipo y en consiguiente, la llegada de Germán Sánchez Fábela. Los años comenzaron a pasar y el Deportivo Toluca sufrió una baja de juego desde aquén tercer título, que con el tiempo se convertiría en una sequía.

## 1980-1990: La sequía de títulos
Para la temporada 81-82 llegó a la presidencia del equipo Ernesto Nemer Naime; y el Deportivo Toluca terminó la competencia ubicándose en novena posición. Para la siguiente temporada la suerte de Toluca no mejoró y finalmente Naime dejó la presidencia en manos de Jesús Fernández y paralelamente Jorge Marí fue reemplazado por José Antonio Roca en la dirección técnica del conjunto escarlata.
La campaña 1982-83, fue considerablemente buena al culminar la temporada en quinto lugar general; sin embargo para la siguiente temporada Fernández dejó la presidencia del equipo y fue reemplazado por Germán Sánchez Fabela, quien logró la incorporación de Miguel Ángel Cornero, culminando la temporada en décimo lugar general.
Los malos resultados para Toluca continuaron y en la temporada de 1984-85 José Antonio Roca dejó la dirección técnica del equipo al igual que Germán Sánchez quien fue reemplazado en la presidencia nuevamente por Jesús Fernández; quien designó como técnico del plantel a José Luis Estrada culminando nuevamente en los últimos lugares de la competencia.
Para los torneos de Prode 85 y México 86, Fernando Corona Álvarez regresó por segunda ocasión a la presidencia del equipo y como técnico Eduardo Ramos Escobedo, sin embargo los resultados no mejoraron tanto el Álvarez como Escobedo fueron reemplazados en la campaña de 1986-87 por Germán Sánchez Fabela y Arpad Fekete respectivamente; la nueva directiva logró las incorporaciones de Wilson Graneolatti y Toluca terminó en el 13° lugar general.
Estando por finalizar la época de los 80s la directiva nombró a Kurt Visetti Vogelbach como presidente de la institución en la temporada 87-88 y a Roberto Matosas como director técnico así como a Ricardo Ferreti ; el cuadro mexiquense culminó la temporada en noveno lugar general.
Fueron 14 años los que pasaron después de su último título para que el Deportivo Toluca volviera a ser campeón, en la Copa de 1989. En total el Toluca anotó 18 goles y recibió 13, los Diablos Rojos derrotaron a los Pumas de la UNAM en Ciudad Universitaria y al Irapuato en el estadio Revolución y al Cruz Azul en el Estadio Azteca. La gran final se disputó ante la Universidad de Guadalajara que se adelantó en el marcador en los primeros minutos del encuentro sin embargo, al minuto 93 Washington Olivera anotó por parte del Club Deportivo Toluca, y la final se alargó a tiempos extras.
En los tiempos extra el Deportivo Toluca remontó el marcador con la anotación de Jorge Rodríguez Esquivel, esto provocó el inicio de un juego más ríspido que culminó con la expulsión de Alfonso Sosa de la U. de G., por lo que los llamados "Leones Negros" quedaron con 6 hombres en el terreno de juego y perdieron el encuentro por default. La copa fue entregada por Marcelino García Paniagua, presidente de la Federación Mexicana de Fútbol al Club Deportivo Toluca, que se consagró por segunda ocasión como campeón de la Copa México.

## 1990-2000: Fin de la sequía
Comenzando la década de los 90 Visetti Vogelbach dejó la presidencia del equipo y comenzó la dirección de Antonio Mañón, el Toluca contrató a Raúl Cárdenas y culminó en décimo lugar general. La sequía de títulos aumentaba en Toluca y parecía no tener fin, pues durante los siguientes torneos el Deportivo Toluca continuó con los malos resultados y los directivos de la institución siguieron cambiando.
En la temporada de 1991-92 José Antonio Roca asumió la presidencia del equipo y designó a Mario Velarde como director técnico de la institución; dicha temporada culminó colocando a Toluca en el 12° lugar general. José Antonio Roca fue reemplazado por Jesús Fernández del Cojo mientras transcurría la temporada de 1992-93, de la misma forma José Vantolra (quien inició la temporada como director técnico) fue desplazado por Roberto Silva terminando el torneo en el 14° lugar general.
Para este entonces en el torneo nacional de reservas se llegó a la final con un equipo bien dirigid
o por Rubén Salas Exjugador del club, en el plantel de este equipo de reservas figuraban ya los nombres de: Julio Aguilar, Salvador Carmona, Ricardo Velázquez, El Camarón Díaz Leal, Felipe Aguirre, Rubén González, José Manuel Abundis. Que a la postre algunos de estos fueron figuras en el primer equipo.
En la temporada 93-94 el Toluca finalmente logró una mejoría concluyendo su participación en el torneo como tercer lugar general, esa temporada quedó marcada con las llegadas de Hernán Cristante, Nidelson Silva de Mello, Rodrigo Fernández y Blas Armando Giunta así como el regreso a la presidencia de Jesús Fernández del Cojo.
En los campeonatos de 1994-95 y 1995-96 el Toluca registró diversos cambios, en la primera temporada Silva Para fue reemplazado en la dirección técnica por Moisés Figueroa y este a su vez Aurelio Pescuttini y finalmente en los años 95-96 Sergio Peláez Farell llegaría a la presidencia para seguir con los cambios; llegando a la dirección técnica Marco Antonio Trejo y posteriormente Miguel Ángel López, no obstante los cambios en la institución estaban por estabilizarse pues los malos tiempos de Toluca estaban llegando a su fin.
En el invierno 97, el Deportivo Toluca decide nombrar como nuevo presidente a Rafael Lebrija Guiot y como técnico a Enrique Meza; sin embargo los resultados no mejorarían hasta la siguiente temporada en el verano 98, cuando del Deportivo Toluca comenzó a dar resultados esperados luego de más de 23 años de sequía. En el torneo logró ubicarse en el primer lugar general venciendo a equipos como Tigres, Necaxa y Monterrey para lograr su clasificación a la liguilla.
En los cuartos de final el Toluca venció al Atlante y en las semifinales al América; llegando a la final para enfrentarse al entonces campeón Necaxa; el partido dio inicio y Necaxa tomó la ventaja de 2-1. Para el partido de vuelta en Toluca, Necaxa incrementó su ventaja a 4-1 y fue entonces cuando el Toluca comenzó a brillar remontando el marcador y masacrando a Necaxa con un final de 5-2 y un global de 6-4 para coronarse campeones el 10 de mayo de 1998.
En el verano 99, Toluca logró un invicto que duró por 12 jornadas, mismo que perdieron ante la máquina de Cruz Azul, al término del torneo se ubicaron nuevamente como líderes generales contabilizando un total de 39 puntos, cincuenta goles y solo dos derrotas. Una vez clasificados derrotaron en cuartos de final a Necaxa con marcador global de 4-3 y clasificaron a la final derrotando a Santos Laguna; proclamándose una vez más campeones, tras derrotar al Atlas de Guadalajara en la serie de penales.

## 2000-2010: Época dorada
La primera década del siglo XXI se convirtió a la postre en la más exitosa del Club Deportivo Toluca. En la primera mitad del año y durante el torneo de verano, el Deportivo clasificó a la liguilla, en la cual venció al Puebla Fútbol Club por marcador global (9-0) y en semifinales al Club Guadalajara con marcador global (6-3). Otra final llegaba para el Deportivo Toluca, esta vez frente al Club Santos Laguna a quien derrotó por marcador global de 7 a 1 para consagrarse campeón.
En el año 2000 Enrique Meza fue designado como entrenador de la Selección Mexicana y su puesto quedó a manos de Ricardo Ferrero, quien perdió la final del Invierno 2000 ante Monarcas Morelia. El Deportivo Toluca continuó con buenos resultados pero, fue hasta el Apertura 2002 cuando nuevamente obtuvo un título en la Primera División bajo el mando de Alberto Jorge derrotando a Monarcas Morelia por marcador global de 4 a 2, coronándose nuevamente como campeones el 21 de diciembre de 2002.
En 2003 obtuvo su segundo título internacional al ganar la Copa de Campeones de la Concacaf bajo el mando de Ricardo Ferretti nuevamente frente a Monarcas Morelia y posteriormente el título de Campeones de Campeones en 2003. Para el Apertura 2005 el Deportivo Toluca obtuvo su octavo título de liga frente a los rayados de Monterrey bajo el mando de Américo Rubén Gallego y el campeón de Campeones de esa misma temporada frente a los Tuzos de Pachuca.
Tras el título del 2005 el equipo entró en una mala racha en la cual se contrataron jugadores de bajo rendimiento y esto trajo como consecuencia la salida de Rafael Lebrija, con quien Toluca obtuvo cinco títulos de liga en torneos cortos. A pesar de que la época dorada parecía llegar a su fin, la directiva de Toluca designó a Fernando Corona Álvarez como nuevo presidente deportivo en 2007; y este a su vez a José Manuel de la Torre como director técnico en 2008.
Con la nueva presidencia a cargo el Deportivo Toluca logró nuevamente el título en el Apertura 2008, al vencer en serie de penales al Deportivo Cruz Azul, consagrándose como el equipo más ganador de México en los torneos cortos y el tercero históricamente; se adquirieron grandes jugadores como Héctor Raúl Mancilla, quien logró el bicampeonato goleo en el Apertura 2008 y Clausura 2009. El 20 de agosto de 2009 el Toluca debutó como México 1° en la Liga de Campeones de la Concacaf, la cual fue instaurada en 2008 como una nueva edición de la Copa de Campeones de la CONCACAF.
Durante el primer semestre del 2010, la Federación Mexicana de Fútbol decidió renombrar el torneo a "Bicentenario 2010" en honor a los 200 años celebrados por la Independencia de México. El Deportivo Toluca se mantuvo bajo la dirécción técnica de José Manuel de la Torre y finalizó el torneo como segundo lugar de su grupo y tercer lugar general; tras clasificar a la liguilla, el Deportivo eliminó al Club América en los cuartos y al Pachuca en las semifinales para volver a clasificar a la final en la cual culminaría coronándose Campeón del Bicentenario tras vencer al Santos Laguna en la estancia de penales disputada en el Estadio Nemesio Díez.

## La década sin títulos (2011-2021)
Terminado un proceso de 3 años con José Saturnino Cardozo como técnico, fue necesario un cambio radical para el club. El 31 de mayo de 2016, es presentado como director de desarrollo deportivo José Luis Real y se presenta un nuevo proyecto como director técnico, encabezado por una Leyenda e ídolo de la institución Hernán Cristante, que llegaría con otro referente del club como es Enrique Alfaro junto con Joaquín Velázquez como sus auxiliares técnicos, durante el proceso llega a la institución un icono del fútbol de México y ídolo, leyenda de la institución, ex seleccionado nacional y mundialista Antonio Naelson "Sinha" con la finalidad de terminar su exitosa carrera dentro del club, después en el Draft del fútbol mexicano se consigue traer a préstamo al guardameta Luis García como único refuerzo del mercado mexicano, con una base sólida dentro del club tras las bajas de Richard Ortiz, Christian Cueva, Heriberto Vidales y Lucas Lobos por fin de contrato, y se sumaron a las bajas Liborio Sánchez, Christian Pérez, Mario Quezada, Nicolás Saucedo y Omar Arellano que finalizaban su préstamo, otras bajas más fueron Daniel González y Héctor Acosta quienes estaban prestados a Chiapas y Alebrijes en ese mismo orden, no fueron incorporados al equipo actual y se renovaron sus préstamos a otros equipos Chivas y Venados respectivamente, mientras el equipo se encontraba en pretemporada se sumó al cuerpo técnico David Rangel que logrará como jugador de la institución ser capitán y campeón en los años 98' 99' y 2000 con Enrique Alfaro y con Hernán Cristante en los años 1999 y 2000, mientras que en el año 2005 igualmente logró el título con Sinha.
Para la parte de refuerzos extranjeros para el Torneo Apertura 2016 llegaría de nuevo un viejo conocido que fuera campeón en la institución en 2010, el chileno Osvaldo González, más el brasileño Maikon Leite que anteriormente en el año 2014 jugaba en México para el Atlas F.C.; otros refuerzos fueron los argentinos Rodrigo Gómez procedente del Club Atlético Independiente, otro argentino se sumará al plantel Pablo Barrientos quien durante la última temporada jugó con el San Lorenzo de Almagro, más la incorporación del inglés-mexicano Antonio Pedroza quien llegaba procedente del Club Sport Herediano de Costa Rica y el último refuerzo para cerrar el plantel fue el argentino Jesús Méndez quien llegaba procedente del Independiente.
La última baja fue cuando el torneo Apertura 2016 estaba en curso y fue Darío Bottinelli quien regresaría a Argentina para jugar con Gimnasia y Esgrima La Plata.
El Deportivo Toluca se encontró jugando como local en el Estadio Universitario Alberto "Chivo" Córdoba, debido a que el Estadio Nemesio Díez se encontraba en trabajos de remodelación por los próximos festejos de 100 años de vida de la escuadra roja, hasta la jornada 17 del Apertura 2016 los Diablos se arrojaron en el lugar #10 de la tabla general buscando sin éxito alcanzar un boleto para la Liguilla y pelear por el título, siendo eliminados por el Club Santos Laguna mientras que fue eliminado de la Copa MX por Querétaro F.C. en Semifinales.
Con miras al Clausura 2017 y totalmente listo el Estadio Nemesio Díez, se jugó el campeonato en su fiesta de centenario, con las bajas de Gerardo Flores y Carlos Gerardo Rodríguez, sumándose a las filas de la escuadra escarlata Rodrigo Salinas, Gabriel Hauche y Efraín Velarde. Además se dio la llegada de Rubens Sambueza como refuerzo bomba. En ese Clausura 2017 llegaron hasta semifinales donde fueron eliminados por el Deportivo Guadalajara, que a la postre se convirtió en el campeón. Después en el torneo Apertura llegaron como quinto lugar a cuartos de final, siendo derrotados por Monarcas Morelia, por lo que en su centenario no obtuvieron ningún título. Para el 2018, se dieron las bajas de Velarde por fin de préstamo, Rodrigo Gómez, Maikon Leite y Pedroza, hubo sorpresivas incorporaciones de Luis Quiñones, Leonel López y Ángel Reyna. En esa primera mitad del 2018 llegaron a la final del torneo de Copa MX, siendo derrotados por Club Necaxa. Mientras que en el torneo de liga el Toluca fue líder general, eliminando dramáticamente a Morelia en cuartos de final, en semifinales se impusieron al Club Tijuana y en la final se enfrentaron al Santos Laguna, equipo al que ya habían vencido en finales de los años 2000 y 2010. Esta vez los laguneros fueron los campeones con un marcador global de 3-2.
Para el Apertura 2018 el Toluca contrató a William da Silva, Adolfo Domínguez, Amaury Escoto, Richard Ruiz, Luis Ángel Mendoza, Héctor Acosta, Fernando Tobio y el retorno de Enrique Triverio, durante el torneo estuvo todas la 17 jornadas en puestos de Liguilla, para culminar 7º. En los cuartos de final se enfrentaron al América, quien a la postre sería campeón siendo eliminados por un global de 5-4. Al torneo siguiente se mantiene a Cristante, en sus dos primeros partidos el equipo se mantiene como Superlíder, pero después hubo una racha de 6 partidos sin ganar, 5 derrotas y un empate. En la cual Cristante fue cesado y su reemplazo fue Ricardo La Volpe quien iniciaba su segunda etapa, durante la etapa de La Volpe hubo mejoría, pero no se logró clasificar a la liguilla.
Durante el Apertura 2019 La Volpe se mantiene en la dirección técnica, pero sus resultados no mejoraron teniendo su peor torneo desde el Verano 2001. La Volpe renunció a falta de una jornada por culminar. terminaron en antepenúltima posición con solamente 17 puntos.
Para el Clausura 2020, el torneo fue suspendido temporalmente a partir del 15 de marzo, y luego de haber decidido jugar los partidos de la jornada 10 a puerta cerrada, todo como consecuencia de la contingencia sanitaria por la pandemia del COVID-19 en México. La postergación del certamen llegó a un punto crítico, hasta que el 22 de mayo de 2020, la Asamblea Extraordinaria de la Liga MX decretó la finalización del torneo antes de su fecha regular, dejando la competencia sin campeón. Toluca terminó el torneo en la posición 15, producto de 2 victorias, 4 empates y 4 derrotas, obteniendo 10 puntos.
Para los torneos Guard1anes 2020 y 2021, Toluca finalizó en la posición 11, por lo que tuvo que jugar la reclasificación a un solo partido, enfrentándose a Tigres, perdiendo 2-1 en Monterrey, con este resultado, Toluca finalizó su participación en el torneo. Para el siguiente torneo, Toluca terminó nuevamente en la undécima posición, nuevamente jugando la reclasificación a un solo partido, esta vez se enfrentaron al actual campeón León, siendo un partido complicado, nuevamente visitante por su posición en la tabla, ganaron en una vuelta de penales, tras empatar 2-2 en el tiempo reglamentario, ganar en los penales 2-4, acceder a cuartos de final , enfrentándose a Cruz Azul, en un partido bastante disputado, terminó de ida y vuelta en el Estadio Azteca, perdiendo 4-3 a favor de Cruz Azul y de esta manera Toluca culminó su participación en el torneo, destacando el campeonato goleador individual del jugador toluqueño Alexis Canelo con 11 anotaciones.
Para el torneo Apertura 2021, Toluca realizó una actuación más destacada que los torneos anteriores, culminando en la posición número 6, jugando nuevamente la reclasificación, pero esta vez de local, aunque no sirvió de mucho, ya que Toluca fue derrotado por Pumas con marcador 1- 2 en el partido en el Nemesio Diez, culminando nuevamente en un partido de reclasificación.

## Fechas históricas
| Fecha                   | Acontecimiento |
| ----------------------- | --- |
| 12 de febrero de 1917   | El Deportivo Toluca es fundado oficialmente por un patronato encabezado por los hermanos Henkel en la casa de la familia Ferrat-Solá, ubicada en el número #37 de la Avenida Juárez se levantó el acta constitutiva del Club Deportivo Toluca. |
| 18 de febrero de 1951   | El Deportivo Toluca debuta formalmente en el fútbol profesional al ingresar a la Segunda División de México. |
| 18 de enero de 1953     | El Deportivo Toluca logra su ascenso a la Primera División Nacional ante el Club Irapuato. |
| 8 de agosto de 1954     | Es inaugurado el Estadio del Club Deportivo Toluca frente al Dínamo de Yugoslavia en el "Campo Patria". |
| 27 de mayo de 1956      | El Deportivo Toluca obtiene su primer título nacional al ganar la Copa México frente al Irapuato. |
| 24 de junio de 1959     | Muere Don Luis Gutiérrez Dosal; presidente histórico de Toluca tras haber inaugurado el estadio. |
| 19 de febrero de 1967   | El Deportivo Toluca obtiene su primer título de liga bajo la dirección de Ignacio Trelles. |
| 26 de febrero de 1967   | El Deportivo Toluca obtiene su primer título de Campeón de Campeones derrotando al Club León. |
| 7 de enero de 1968      | El Deportivo Toluca obtiene su segundo título de liga y se consagra como bicampeón del fútbol nacional. |
| 28 de enero de 1968     | El Deportivo Toluca obtiene su segundo título de Campeón de Campeones derrotando al Atlas de Guadalajara. |
| 3 de abril de 1968      | El Deportivo Toluca obtiene su primer título internacional ganando la Copa de Campeones de la Concacaf. |
| 26 de junio de 1975     | El Deportivo Toluca obtiene su tercer título de liga al derrotar 1-0 al Club León y con 26 puntos asegurar el primer lugar general. |
| 10 de mayo de 1998      | El Deportivo Toluca obtiene su cuarto título de liga al derrotar 5-2 (6-4 global) al Necaxa. |
| 6 de junio de 1999      | El Deportivo Toluca obtiene su quinto título de liga al derrotar en penales al Atlas de Guadalajara (5-5 global). |
| 3 de junio de 2000      | El Deportivo Toluca obtiene su sexto título de liga goleando al Santos Laguna con global de 7 a 1. |
| 21 de diciembre de 2002 | El Deportivo Toluca obtiene su séptimo título de liga al vencer a Monarcas Morelia 4 a 2 (global). |
| 8 de octubre de 2003    | El Deportivo Toluca obtiene su segundo título internacional en Concacaf al derrotar 2 a 1 a Monarcas Morelia. |
| 18 de diciembre de 2005 | El Deportivo Toluca obtiene su octavo título de liga al vencer como visitante al Club Monterrey. |
| 14 de diciembre de 2008 | El Deportivo Toluca obtiene su noveno título de liga al vencer a Cruz Azul en la extensa ronda de penales llegando a ser el tercer equipo más ganador del país.                                                                                |
| 1 de noviembre de 2009  | El Deportivo Toluca cumple 1000 partidos jugados en el Estadio Nemesio Díez frente al Club Querétaro. |
| 13 de enero de 2010     | La familia Díez cumple 50 años al frente del equipo, convirtiéndose en la familia que más tiempo ha permanecido al frente de un equipo a nivel mundial.                                                                                        |
| 23 de mayo de 2010      | El Deportivo Toluca obtiene su décimo título de liga al vencer a Santos en una dramática contienda en penales; convirtiéndose en el segundo equipo más ganador del país.                                                                       |
| 25 de mayo de 2025      | El Deportivo Toluca obtiene su undécimo título de liga al vencer a Club América en la final rompiendo una sequía de 15 años desde el último título de liga en el Bicentenario 2010.                                                            |